# Lawrence Patrick Moran
Lawrence Patrick Moran (* 28. Juli 1907 in Oakleigh, Victoria; † 15. März 1970 in Melbourne) war ein australischer römisch-katholischer Geistlicher und Weihbischof in Melbourne.

## Leben
Lawrence Patrick Moran empfing am 26. Juli 1936 durch den Erzbischof von Melbourne, Daniel Mannix, das Sakrament der Priesterweihe für das Erzbistum Melbourne.
Am 9. November 1964 ernannte ihn Papst Paul VI. zum Titularbischof von Caesarea Philippi und zum Weihbischof in Melbourne. Papst Paul VI. spendete ihm am 3. Dezember desselben Jahres in Bombay die Bischofsweihe; Mitkonsekratoren waren der Erzbischof von Cape Coast, John Kodwo Amissah, und der Koadjutorerzbischof von Adelaide, James William Gleeson.
Moran nahm an der vierten Sitzungsperiode des Zweiten Vatikanischen Konzils teil.